# Maurice de Hirsch

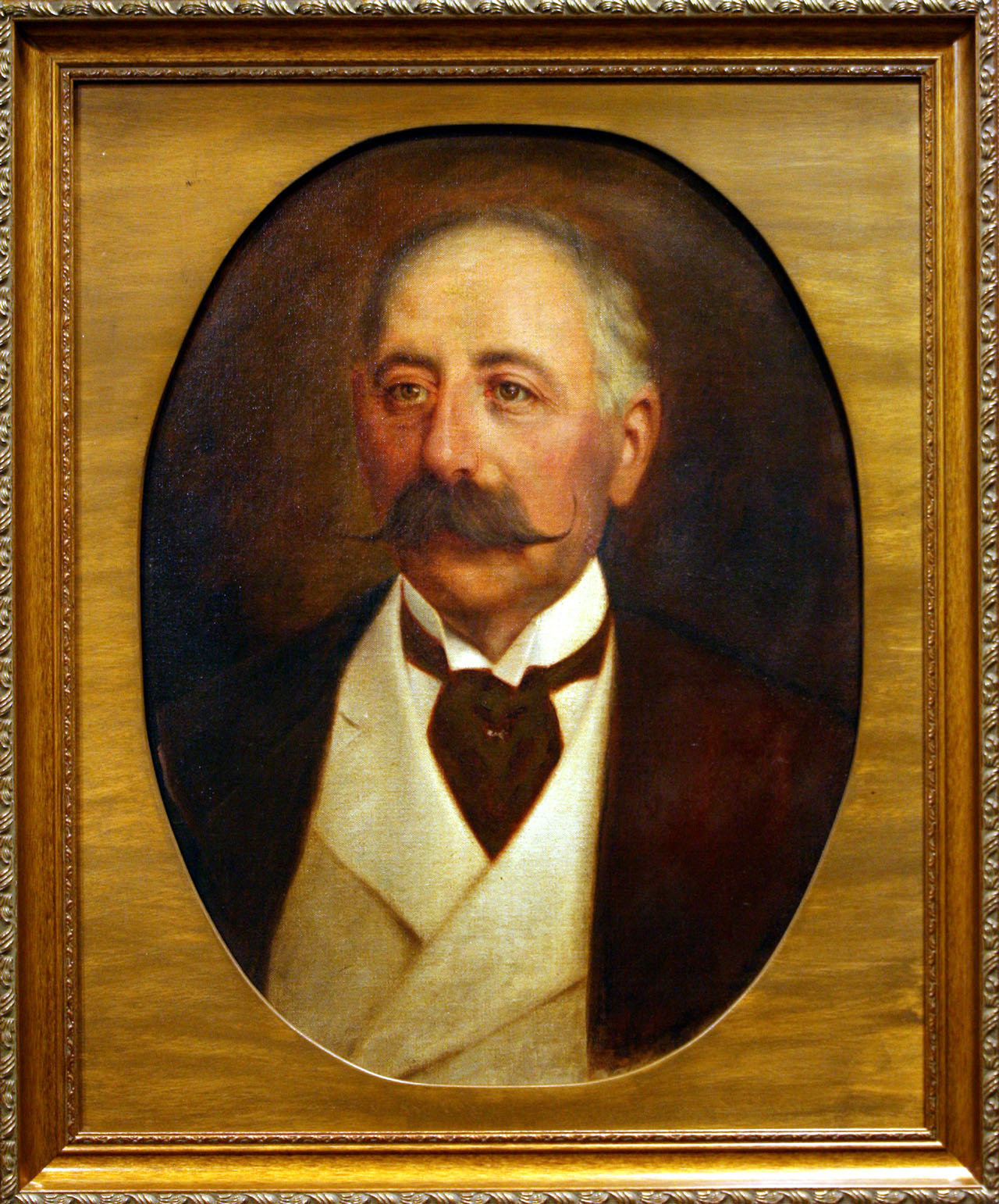
Maurice de Hirsch

Maurice de Hirsch, ook Moritz von Hirsch auf Gereuth (München, 9 december 1831 - Érsekújvár, 21 april 1896), was een Duits edelman en een Belgisch en internationaal bankier.

## Levensloop
Maurice de Hirsch was een telg uit een achttiende-eeuwse Duitse bankiersfamilie. Zijn grootvader, Jacob Hirsch, werd in 1818 in de adel verheven door de groothertog van Würzburg, aan wie hij financiële diensten had bewezen, en voerde voortaan de naam Hirsch auf Gereuth. Zijn vader, Joseph Hirsch auf Gereuth, getrouwd met Guttel Wertheimer, werd in 1869 baron, een titel die ook Maurice voerde.
Op twaalfjarige leeftijd werd hij naar Brussel gestuurd waar hij talen en andere materies leerde. Toen hij zeventien werd, keerde hij naar München terug en begon handelsactiviteiten, meer bepaald speculatie op koper en suiker en belangstelling voor de spoorwegen.
In 1851 verhuisde hij weer naar Brussel en trad er in dienst van de Bank Bishoffsheim, Goldschmidt & Compagnie. Weldra was hij medevennoot van de bank en terwijl hij er actief was, stichtte hij in 1862 zijn eigen bank, samen met Ferdinand Bischoffsheim. Die bank specialiseerde zich in het verhandelen in België van buitenlandse spoorwegaandelen. In 1870 werd de Bank Bisschoffsheim & De Hirsch opgeslorpt door de Banque de Dépôts des Pays-Bas, die in 1872 een fusie aanging met de Banque de Paris, om de Bank van Parijs en de Nederlanden te worden.
Vanaf 1859 was hij medevennoot in de verzekeringszaken van André Langrand Dumonceau, maar vanaf 1863 trok hij zich terug uit de zaken van de katholieke bankier die in moeilijkheden geraakte. De Hirsch interesseerde zich voortaan voornamelijk voor investeringen in de spoorwegen, meer bepaald in Rusland, in de Balkanlanden en in Oostenrijk-Hongarije. In 1869, met de medewerking als tussenpersoon van Raphaël de Bauer, sleepte hij de concessie in de wacht voor de spoorweglijn van de Balkan naar Istanboel, besteld door het Ottomaanse Rijk. Hij stichtte een vennootschap voor de bouw van de lijn en een tweede voor de exploitatie. Hij verwezenlijkte hiermee aanzienlijke winsten.
Nadat hij in 1872 de Bank Bisschoffsheim & de Hirsch in Brussel had doen opgaan in de Bank van Parijs en de Nederlanden, concentreerde hij zich op de zaken in het Oosten, meer bepaald in Turkije. Hij werd consul-generaal van België in Istanboel.
Toen hij pas vijfentwintig was, beschikte Maurice de Hirsch al over een aanzienlijk eigen vermogen en in de jaren zeventig behoorde hij tot de groep van de grootste Europese fortuinen. Hij beschikte over waardevolle relaties, dankzij allianties met de families Bischoffsheim, Königswarter, Bamberger en von Kaulla.
In de jaren zeventig werd hij geconfronteerd met de erbarmelijke toestand waarin de Joodse bevolking leefde in het Ottomaanse Rijk. Hij kwam tot de conclusie dat alleen emigratie ze kon helpen en stichtte de Jewish Colonization Association, waaraan hij aanzienlijke sommen schonk, bestemd voor het stichten van Joodse landbouwkolonies in Argentinië en Brazilië. Hij stichtte in 1891 in New York de Stichting baron de Hirsch voor het onthaal van Joodse migranten in de Verenigde Staten. Hij financierde ook de bouw van een weeshuis voor Joodse kinderen in Scheut.

## Clara Bishoffsheim
In 1855 trouwde de Hirsch met Clara Bishoffsheim, de oudste dochter van Jonathan-Raphaël Bischoffsheim (1808-1883) en zus van zijn vennoot Ferdinand-Raphaël Bischoffsheim (1837-1909). Zij koos voor activiteiten als filantrope en mecenas, en schonk aan allerhande werken verschillende honderden miljoenen goudfranken.
Het echtpaar had geen geluk in zijn nageslacht. De enige zoon, Lucien de Hirsch de Gereuth, bezweek jong aan tuberculose.